# Одна сота секунди
Одна сота секунди (англ. One Hundredth of a Second) — короткометражний фільм британського виробництва, переможець Манхеттенського фестивалю короткометражного кіно 2007.
Історія про військового фотографа, яка стикається з професійною дилемою. Що робити, якщо в твоєму об'єктиві опиняється людина, яка наражається на смертельну небезпеку: врятувати життя незнайомця або ж продовжувати свою роботу, роблячи фото? Цей фільм - нагадування жаху зображення війни, яку ми звикли бачити щодня в засобах масової інформації.